# Jesus Is King
A Jesus Is King Kanye West amerikai rapper és producer kilencedik stúdióalbuma, amely 2019. október 25-én jelent meg a GOOD Music és a Def Jam felvételeks kiadókon keresztül. Az album egy keresztény témát követ, amelyet West a gospel egy kifejezésének nevezett. Közreműködött rajta Clipse, Ty Dolla Sign, Kenny G, Fred Hammond, Ant Clemons és a Sunday Service Choir. A producerek többek között West, Federico Vindver, Angel Lopez, BoogzDaBeast és Timbaland.
West 2018 augusztusában kezdte el felvenni az albumot, akkor még Yandhi címen. Az albumnak két megjelenési időpontja is volt végleges kiadása előtt, az első 2018 szeptemberében és novemberében, mielőtt elhalasztották a megjelenést. 2019 januárjában West megalapította a Sunday Service Choirt, amely gospel dalokat és West korábbi dalainak feldolgozásait adta elő. 2019 augusztusában a Yandhit újra bejelentette Jesus Is King címen. 2019 szeptemberében ez az album is két megjelenési dátumra volt kiírva és végül nem jelent meg a hónapban.
A Jesus Is King megjelenése egybeesett az azonos című koncertfilm kiadásával. 2019 novemberében két kislemez jelent meg az albumról, a Follow God és a Closed on Sunday. Mindkettő elérte a 20 legjobb helyet a Billboard Hot 100-on. Az albumra kevert reakciók jöttek zenekritikusoktól, többen is a Ye (2018) című albumához hasonlították. Többen méltatták kompozícióját, míg mások negatív érzéseket fejeztek ki a szövegekkel és a nem konzisztens elgondolásokkal kapcsolatban.
A Jesus Is King elnyerte a Legjobb keresztény album és a Legjobb gospel album díjakat a  2020-as Billboard Music Awards díjátadón, mielőtt elnyerte volna a Legjobb kortárs keresztény album díjat a 2021-es Grammy-gálán. West sorozatban kilencedik albuma volt, amely a Billboard 200 első helyén debütált, amely a legtöbb bármely előadó által. Ezek mellett West több Billboard-rekordot is megdöntött az lemezzel. Nyolc országban volt első az album. A Jesus Is Born 2019 decemberében jelent meg, Sunday Service Choir név alatt.

## Háttér és felvétlek

### 2018. augusztus–november:Yandhi, Chicagó és Uganda
2018 júniusában és májusában West felvett öt hétdalos albumot, amelynek ő volt a producere, wyomingi tanyáján. Ezek az albumok gyorsan egymás után jelentek meg 2018-ban, Wyoming Sessions név alatt. Pusha T, amerikai rapper harmadik stúdióalbuma, a Daytona volt az első, amelyet West Ye albuma, majd a Kids See Ghosts (amely egy közreműködés volt Kid Cudival) követett. Az utolsó két album Nas Nasir lemeze és Teyana Taylor K.T.S.E. albuma volt.
2018 júliusában Chance the Rapper bejelentette, hogy West Chicagóba utazik, hogy együtt dolgozzanak debütáló albumán. 2018 augusztusában West ténylegesen visszatért a városba és elmondta a Fox Newsnak, hogy együtt dolgozik Chance the Rapperrel. Ezt követően elmondta, hogy a közös munka segített neki újra kapcsolatba lépni gyökereivel és Jézussal. A következő hónapban West kiadta I Love It című kislemezét Lil Pumppal. Ugyanebben a hónapban Kolumbiába utazott, hogy együtt dolgozzon 6ix9ine-nal. Ezt követően újraaktiválta Instagram fiókját fél év után. Itt jelentette be, hogy 6ix9ine-nal dolgozik és új zenét kezdett posztolni. Ant Clemonst, aki korábban dolgozott a rapperrel a Yen és a K.T.S.E.-n, West meghívta Chicagóba, hogy vele, Chance the Rapperrel és Candace Owensszel dolgozzon a stúdióban. Ebben az időszakban Clemons felvette vokálját az Everything We Need és a Selah dalokhoz. West bejelentette, hogy véglegesen visszaköltözik Chicagóba, amelyről felesége, Kim Kardashian nem tudott, míg meglátta a hírt közösségi médián. West végül nem költözött vissza a városba és a közös album Chance the Rapperrel, a Good Ass Job még nem jelent meg.
2018. szeptember 17-én West bejelentette kilencedik albumát, Yandhi címen, három hónappal a Ye kiadása után. Kiadta az albumborítót és nyilvánosságra hozta a megjelenési dátumot, 2018. szeptember 29-ként. 2018. szeptember 27-én West meglátogatta a The Fader központját, hogy bemutasson dalokat a Yandhiról. Az albumról előadott dalokon közreműködött Ty Dolla Sign, 6ix9ine és XXXTentacion. A Yandhi első számlistáján szerepelt az I Love It, a We Got Love (közreműködött: Teyana Taylor, Lauryn Hill) és a New Body, amelyre Nicki Minaj saját részét egy óra alatt vette fel. További dalok az albumon: a The Storm, a Bye Bye Baby, a Hurricane, az Alien / SpaceX, a Last Name, a City in the Sky / Garden és a Chakras.

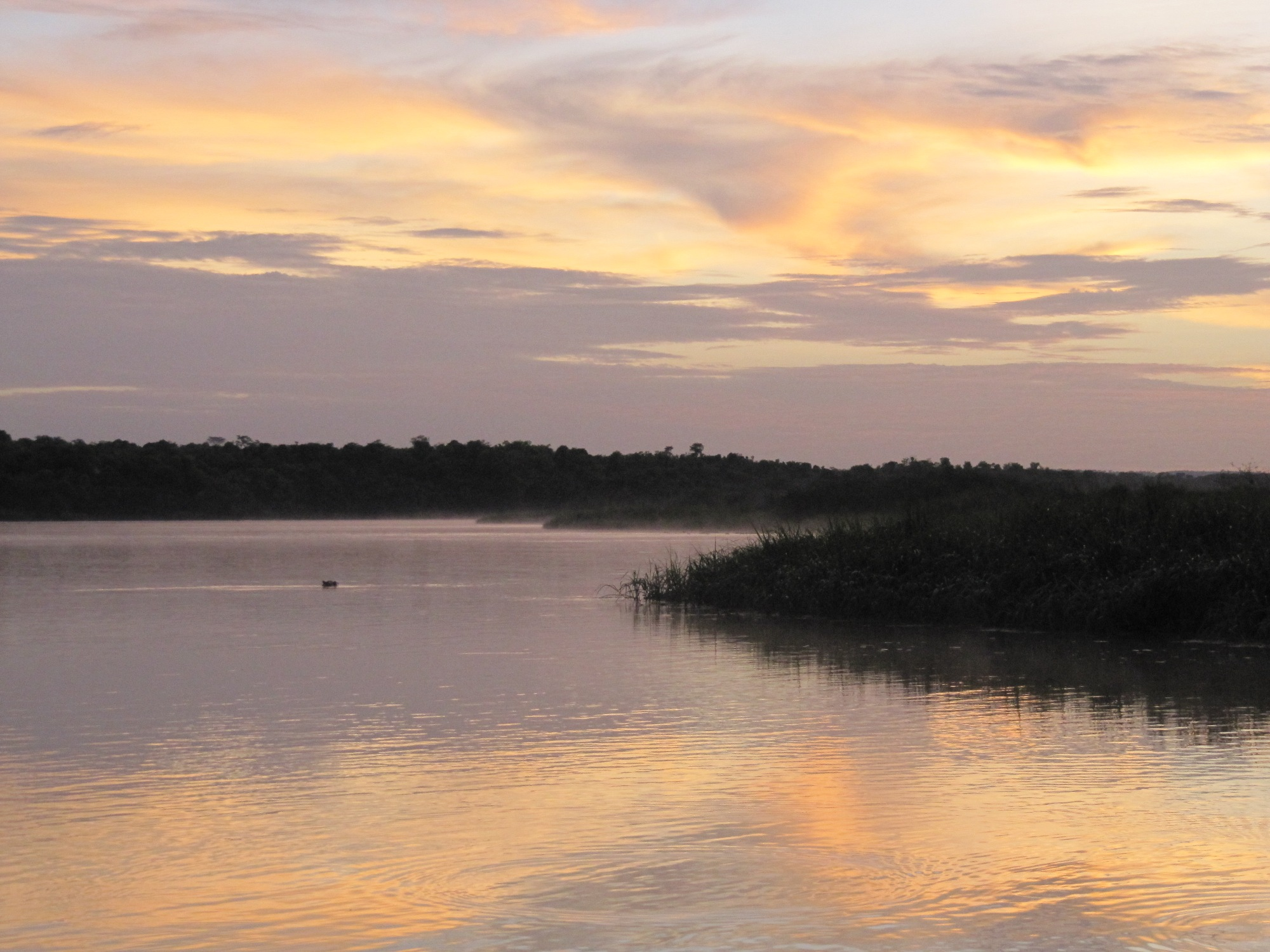
West a Murchison-vízesés Nemzeti Parkban (Uganda) vette fel az albumot 2018 októberében.

West zenei vendég volt a Saturday Night Live 44. évadjának első epizódjában, amely a Yandhi megjelenésének napján lett volna. A Universal Music Publishing Group véletlenül kiszivárogtatta az album első verzióját. Miután a lemez nem jelent meg a tervezett dátumon, elhalasztották november 23-ig, amelyet Kardashian jelentett be, október 1-én. Ugyanezen a napon West készített egy interjút a TMZ-vel, elmondva, hogy az album még igazából nem készült el és, hogy Afrikába utazik két hétre, hogy befejezze a Yandhit. Ezek mellett beszélt arról, hogy a felvételek közben Chicagóban érezte gyökereit, de még távolabb akart menni, azzal, hogy elutazik Afrikába és a természetben fog felvenni. Kijelentette, hogy a 2018-ban kiadott öt album rehabilitáció volt és, hogy a Yandhi egy teljesen Ye-album és a sikeres 808s & Heartbreak (2008), My Beautiful Dark Twisted Fantasy (2010) és Watch the Throne (2011) albumaihoz hasonlította. Ye, a földönkívüli teljesen visszatért, gyógyszerek nélkül.
2018. október 12-én West megérkezett Ugandába és újrakezdte az albumot, a Chobe Safari Lodge-ban, a Murchison-vízesés Nemzeti Parkban. Ötven emberrel érkezett a helyszínre és öt napig dolgoztak. Száz ugandai iskolás gyereknek előadott több új dalt is, egy jótékonysági esemény részeként. 2018. október 21-én Quavo, a Migos egyik tagja elmondta, hogy dolgoztak Westtel az albumon. 2018 novemberében, miután Kid Cudival felléptek Tyler, the Creator Camp Flog Gnaw Carnival fesztiválján, West elmondta, hogy még nincs kész a Yandhi, és majd akkor jelenti be a megjelenést, mikor az albumot befejezi.

### 2018. december–2019. április: Miami és a Sunday Service Choir

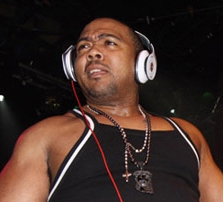
Amerikai producer, Timbaland nagy szerepet játszott az album elkészülésében.

2018 decemberében West elmondta, hogy továbbra sem szedett gyógyszereket bipoláris zavarjára, hogy ugyanazon a szinten tudja tartani zenéjét, mint korábbi munkái. Amanda Mull (The Atlantic) azt írta, hogy West tweetjei terjesztették azt a veszélyes mítoszt, hogy a művészethez és kreativitáshoz szenvedni kell. Ugyanebben a hónapban Timbaland és Federico Vindver Miamiban dolgoztak zenén, amelyhez West csatlakozott, hogy gyógyítóbb zenét készítsen a Yandhira. Ezek mellett Clemonst is meghívták, miután West folyamatosan róla beszélt Timbalandnak. Vindver elmondása szerint legalább 100 dalt vett fel Westtel tíz nap alatt. Vindver és Angel Lopez szerint pedig 19-20 órát dolgoztak egy nap.
2019. január 6-án West debütáltatta a Sunday Service Choirt, akikkel vasárnaponként próbáltak. A kórus gospel dalokat és templom-barát slágereket énekeltek. Ugyanebben a hónapban West Los Angeles és új Miamiban vásárolt háza között ingázott. Az utóbbi városban Timbaland mellett olyan előadókkal látták, mint Lil Wayne, 2 Chainz, a Migos, Tee Grizzley és YNW Melly. 2019. február 14-én West először találkozott Kenny G szaxofonistával. A következő nap elkezdett neki új dalokat megmutatni és a Use This Gospel számra felvettek együtt részleteket.
2019 márciusában Fred Hammond találkozott Westtel, Chance the Rapper esküvőjén, ahol West felkérte az énekest, hogy segítse ki az albumon. A Water című dalt 2019 áprilisában vették fel és kevesebb, mint egy héttel később adta elő először a Sunday Service Choir, Clemons és Ty Dolla Sign. Ezt a fellépést követően West felbérelte Adam Tysont személyes lelkészének.

### 2019. május–október: Wyoming, Calabasas és aJesus Is King
2019 májusában West meghívta Pusha T-t és annak testvérét, No Malice-t (együtt: Clipse), Wyomingba, ahol West felvette előző két albumát, a Yet és a Kids See Ghostsot. West kért a duótól egy közreműködést, de Pusha T nem volt benne biztos, hogy No Malice beleegyezne az újraegyesülésbe Clipse-ként. A Use This Gospel az első alkalom 2010 óta, hogy a páros együttműködött, mióta No Malice 2014-ben azt mondta, hogy soha nem fog a testvérpár újra együtt dolgozni Clipse-ként. West nem szerzett volna rappelni az albumon, mielőtt No Malcie meggyőzte, hogy mégis térjen vissza a stílushoz. West ebben az időszakban a műfajt az „ördög zenéje”-ként látta, amire Tyson azt javasolta, hogy Istennek rappeljen.

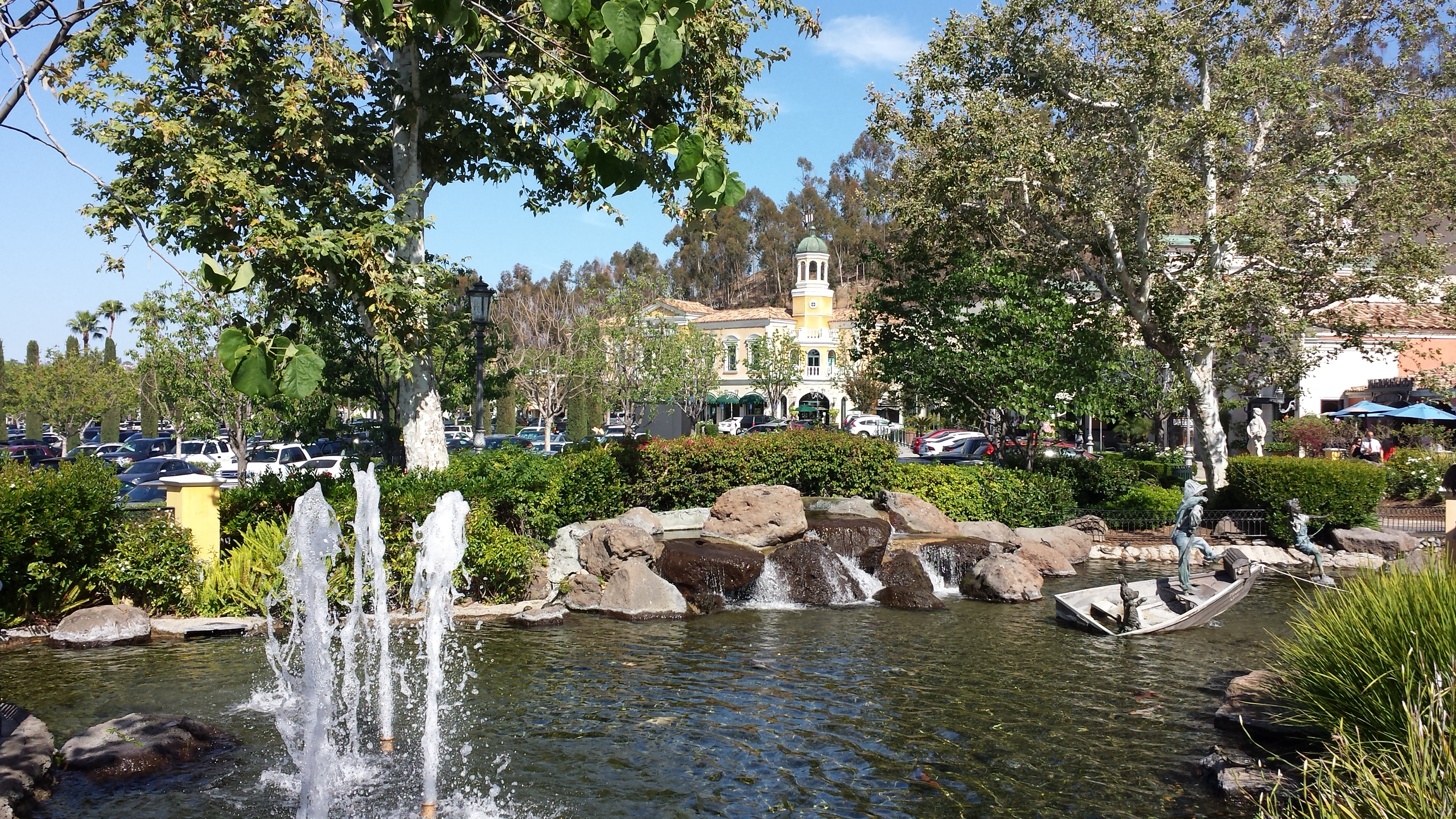
Calabasas, az album felvételeinek egyik helyszíne.

A nyáron West ismét elkezdett Vindverrel és Lopezzel kapcsolatba lépni és meghívta őket Calabasasba (Kalifornia), hogy együtt dolgozzanak a projekten. Lopez órákig utazott naponta a kaliforniai városba, 14 órás munkanapokat követően. Vindver azt mondta, hogy eredetileg 30 producer dolgozott az albumon, mielőtt West 3-ra csökkentette a létszámukat, mikor Wyomingba költöztek a felvételek. Vindver hangszereken játszott, míg a többi producer hangmintákat keresett. 2019 júliusában Pi'erre Bourne közreműködött Westtel Japánban. Nicki Minaj elmondta a Queen Radionak, hogy West beszélt neki arról, hogy újjászületett keresztényként. West felhagyott saját maga által diagnosztizált pornófüggőségével és felszólította közreműködőit, hogy ne létesítsenek szexuális kapcsolatot házasságkötés előtt.

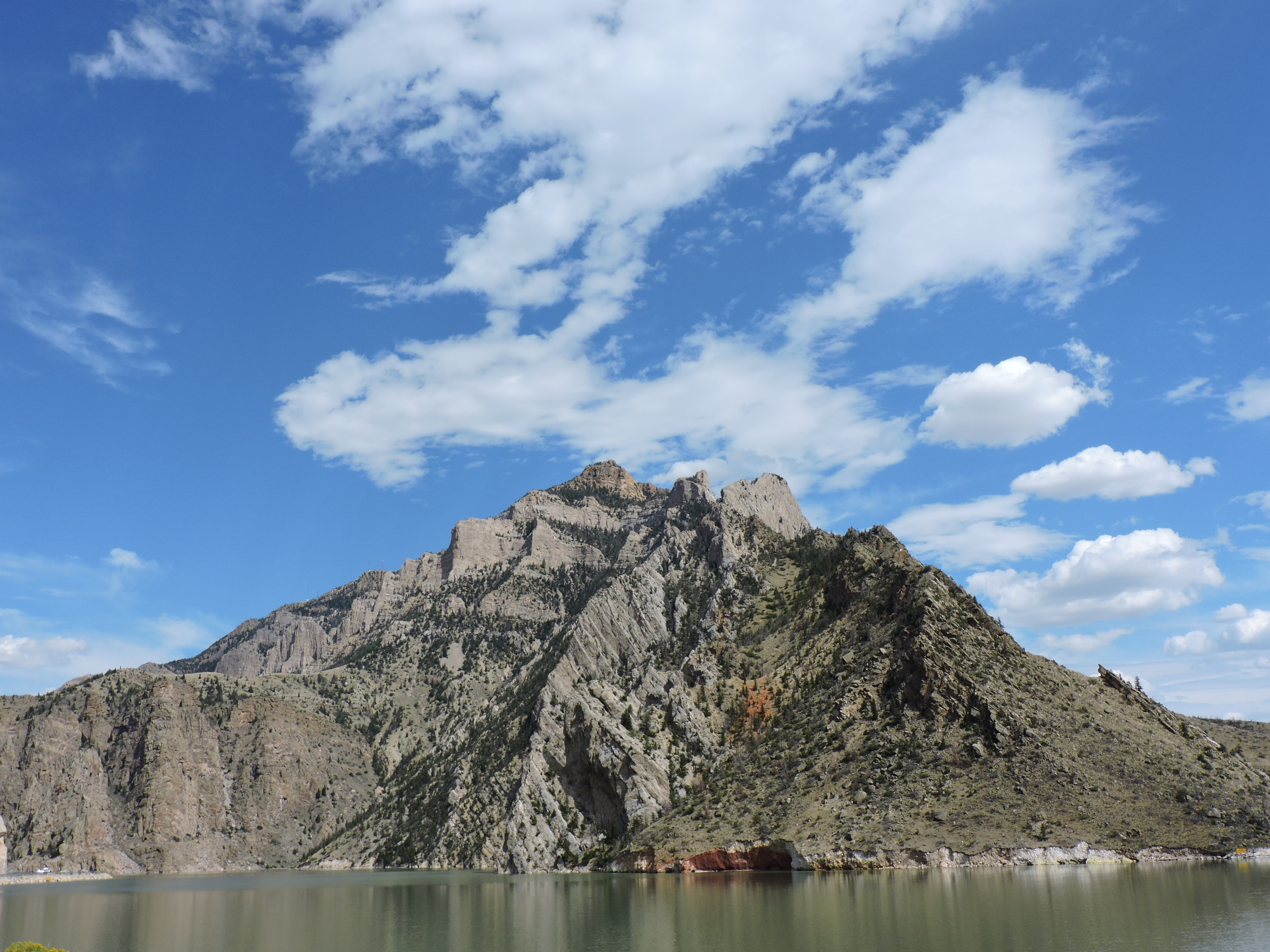
2019 szeptemberében West visszatért Wyomingba, hogy befejezze a Jesus Is King-et. West ebben az államban vette fel a Ye (2018) című albumát is.

2019. augusztus 29-én Kardashian bejelentette a Jesus Is King-et, kiposztolva a projekt számlistáját Twitterre. A posztban látható volt a kiadási dátum is, amely 2019. szeptember 27. volt. 2019 szeptemberének elején West Pusha T-vel dolgozott, újonnan vásárolt farmján (Cody, Wyoming). 2019. szeptember 25-én több forrás alapján kiderült, hogy a Def Jam vezetői találkoztak Kanyeval Wyomignban, és megbeszélték, hogy az album nem fog megjelenni a tervezett kiadási dátumon. Egy Detroitban rendezett bemutató buli után Kardashian bejelentette, hogy az album nem fog megjelenni 27-én, csak két nappal később, mert a keverés még nem volt tökéletes. A két napon belül West újra felvette a Selah című dalt és Nicki Minaj versszakára várt a New Body című számra. Ugyan szeptember 29-re elkészült az album, de West nem adta ki, mert a TMZ információi szerint nem volt megelégedve azzal.
2019 októberében West folytatta a munkálatokat Wyomingban, Swizz Beatz segítségével. 2019. október 21-én West Twitteren jelentette be, hogy az album október 25-én fog megjelenni. West eltávolította az albumról a New Body, az Up from the Ashes és az LA Monster dalokat. A Jesus Is King ismételten nem jelent meg éjfélkor, amelyet West Twitteren magyarázott: „A rajongóimnak: Köszönöm, hogy hűségesek és türelmesek vagytok. Jelenleg javítjuk az Everything We Need, a Follow God és a Water keverését.” Consequence fejezte be végül az albumot, amely 4:30-kor (EST) volt először elérhető. A Jesus Is King végül meg tudott jelenni a tervezett időponton. Egy 2020 januárjában készített interjúban West elmondta, hogy az album 20%-át egy iPhone-on vették fel.

## Díjak és jelölések
Az alábbi listán azon díjak és jelölések szerepelnek, amelyeknek köze volt a Jesus Is King albumhoz, illetve az albumhoz kapcsolódó munkák voltak az adott díjra jelölve.
| Év   | Díjátadó               | Díj                              | Jelölt/Munka     | Eredmény | For.   |
| ---- | ---------------------- | -------------------------------- | ---------------- | -------- | ------ |
| 2020 | BET Awards             | Legjobb gospel/inspiráció        | Follow God       | Jelölve  | [ 60 ] |
| 2020 | Billboard Music Awards | Legjobb keresztény dal           | Follow God       | Jelölve  | [ 61 ] |
| 2020 | Billboard Music Awards | Legjobb gospel dal               | Follow God       | Elnyerte | [ 61 ] |
| 2020 | Billboard Music Awards | Legjobb gospel dal               | Selah            | Jelölve  | [ 61 ] |
| 2020 | Billboard Music Awards | Legjobb gospel dal               | On God           | Jelölve  | [ 61 ] |
| 2020 | Billboard Music Awards | Legjobb gospel dal               | Closed on Sunday | Jelölve  | [ 61 ] |
| 2020 | Billboard Music Awards | Legjobb gospel album             | Jesus Is King    | Elnyerte | [ 61 ] |
| 2020 | Billboard Music Awards | Legjobb keresztény album         | Jesus Is King    | Elnyerte | [ 61 ] |
| 2020 | Dove Awards            | Az év rap/hiphop albuma          | Jesus Is King    | Jelölve  | [ 62 ] |
| 2020 | Dove Awards            | Az év felvett rap/hiphop dala    | Follow God       | Elnyerte | [ 62 ] |
| 2021 | Grammy-gála            | Legjobb kortárs keresztény album | Jesus Is King    | Elnyerte | [ 63 ] |

## Jesus Is King Part II
A Jesus Is King Part II Kanye West és Dr. Dre kiadatlan remixalbuma. Az albumot West Twitteren jelentette be, 2019. november 18-án. 2021 júniusában az album még nem jelent meg, West a Donda című albumára koncentrál.

### Háttér
West Dr. Dre zenéjét 11 éves korában ismerte meg, mikor Eazy-E Eazy-Duz-It (1988) albumát hallgatta. Az 1990-es évek közepén West elkezdett producerként dolgozni és Dr. Dre-t nevezte meg egyik fő inspirációjának. 2000-ben felhasznált dobokat Dr. Dre Xxplosive című daláról Jay-Z This Can't Be Life című számán. A páros először 2003 decemberében találkozott. West Last Call című számán megemlíti Dr. Dret. A Jesus Is King Part II előtt soha nem dolgoztak még együtt.

### Felvételek
2019. november 18-án West bejelentette Twitteren, hogy Dr. Dre-vel elkezdett dolgozni a Jesus Is King Part II című projekten. 2019. november 27-én Ronny J elmondta, hogy nemrég Wyomingban volt, hogy az albumon dolgozzon. Egy 2019 decemberi Sunday Service koncert közben West elmondta, hogy régóta szeretett volna Dr. Dre-vel dolgozni „Ki gondolta volna, hogy annyit kellett csak tennem, hogy készítek egy albumot Istennek és Dr. Dre elkezdi keverni az alapjaimat? Áldozd idődet Istenre és ő megoldja a többit.” Ugyanebben a hónapban, Consequence elmondta, hogy felkérték az albumon való munkára.
2020. január 16-án kiszivárgott az Up from the Ashes egy verziója online, amelynek Dr. Dre volt a producere. 2020 márciusában kiszivárgott az LA Monster egyik újradolgozott verziója. West bejelentette, hogy az album 2020. június 26-án fog megjelenni a #WestDayEver kampányának részeként. 2020. július 18-án West megosztotta a Donda: With Child című albumának számlistáját, amelyen szerepelt az Up from the Ashes. 2020. szeptember 18-án West bejelentette, hogy Eminem közre fog működni a Use This Gospel című számon, míg Travis Scott a Hands Onon.

## Számlista
| Jesus Is King | Jesus Is King                                                      | Jesus Is King | Jesus Is King | Jesus Is King | Jesus Is King | Jesus Is King | Jesus Is King | Jesus Is King | Jesus Is King |
|               | Cím                                                                | Szerző(k) | Hossz         |               |               |               |               |               |               |
| ------------- | ------------------------------------------------------------------ | --- | ------------- | ------------- | ------------- | ------------- | ------------- | ------------- | ------------- |
| 1.            | Every Hour (a Sunday Service Choir közreműködésével)               | Kanye West Benjamin Scholefield Federico Vindver | 1:52          |               |               |               |               |               |               |
| 2.            | Selah                                                              | WestCydel Young Dexter Raymond Mills Jr. Vindver Gene Thornton Jahmal Gwin Jeffrey LaValley Rennard East Terrence Thornton Evan Mast Matthew Leon John Boyd Adam Wright | 2:45          |               |               |               |               |               |               |
| 3.            | Follow God                                                         | West Gwin Bryant Bell Aaron Butts Curtis Eubanks Calvin Eubanks | 1:45          |               |               |               |               |               |               |
| 4.            | Closed on Sunday                                                   | West Angel Lopez Brian Miller Vindver Timothy Mosley Chango Farías Gómez G. Thornton East T. Thornton Victory Elyse Boyd                                                | 2:32          |               |               |               |               |               |               |
| 5.            | On God                                                             | West Gwin Michael Cerda Jordan Timothy Jenks Vindver Young Dijon Isaiah McFarlane                                                                                       | 2:16          |               |               |               |               |               |               |
| 6.            | Everything We Need (Ty Dolla Sign és Ant Clemons közreműködésével) | West Tyrone Griffin Jr. Anthony Clemons Michael Mulé Isaac DeBoni Ronald Spence Jr. Gwin Vindver Mike Dean Bradford Lewis Young Josh Berg Gerard A. Powell              | 1:56          |               |               |               |               |               |               |
| 7.            | Water (Ant Clemons közreműködésével)                               | West Clemons Gwin Lopez Vindver Mosley Alexander Nelson Klein Bruce Haack V. Boyd                                                                                       | 2:48          |               |               |               |               |               |               |
| 8.            | God Is                                                             | West Warryn Campbell Timothy Lee McKenzie Lopez Vindver V. Boyd Robert Fryson                                                                                           | 3:23          |               |               |               |               |               |               |
| 9.            | Hands On (Fred Hammond közreműködésével)                           | West Fred Hammond Lopez Vindver Mosley Butts | 3:23          |               |               |               |               |               |               |
| 10.           | Use This Gospel (Clipse és Kenny G közreműködésével)               | West G. Thornton T. Thornton Kenneth Bruce Gorelick Lopez Michael Suski Vindver Mosley Gwin Jenks Derek Watkins East Leon                                               | 3:34          |               |               |               |               |               |               |
| 11.           | Jesus Is Lord                                                      | West Lopez Miller Claude Léveillée Vindver Mosley | 0:49          |               |               |               |               |               |               |
| 27:04         |                                                                    | |               |               |               |               |               |               |               |

Feldolgozott dalok
- Selah: Revelations 19:1 a Jesus Is Born albumról, eredetileg előadta: New Jerusalem Baptism Choir.
- Follow God: Can You Lose By Following God, szerezte: Johnny Frieson, Curtis Eubanks és Calvin Eubanks, előadta: Whole Truth.
- Closed on Sunday: Martín Fierro, szerezte: Chango Farías Gómez, előadta: Grupo Vocal Argentino .
- On God: Lambo, szerezte és előadta: YB; Oh My God, szerezte: Jonathan Davis, Ali Shaheed Muhammad, Trevor Smith, és Malik Taylor, előadta: A Tribe Called Quest és Busta Rhymes.
- Water: Blow Job, szerezte és előadta: Bruce Haack.
- God Is: God Is, szerezte: Robert Fryson, előadta: James Cleveland és a Southern California Community Choir.
- Use This Gospel: Costume Party, szerezte és előadta: Two Door Cinema Club.
- Jesus Is Lord: Un Homme Dans La Nuit, szerezte: Claude Léveillée.

## Közreműködő előadók
A Tidal adatai alapján.
| Háttérmunka - Josh Berg – felvételek (összes) - Josh Bales – felvételek (összes) - Shane Fitzgibbon – felvételek (1, 2, 6, 7) - Zack Djurich – felvételek (2, 6) - Jesse Ray Ernster – felvételek (2, 6) - Steven Felix – felvételek (2) - Randy Urbanski – felvételek (2–11) - Jamie Peters – felvételek (2, 6–9) - Andrew Drucker – felvételek (2–7, 10–11) - Federico Vindver – keverés (1) - Mike Dean – keverés (2–4, 6–11), master (összes) - Jess Jackson – keverés (2–4, 6–11) - Manny Marroquin – keverés (5, 11) - Chris Galland – hangmérnök (5, 11) - Sage Skolfield – asszisztens keverés (4, 6) - Sean Solymar – asszisztens keverés (4, 6) - Robin Florent – asszisztens keverés (5, 11) - Scott Desmarais – asszisztens keverés (5, 11) - Jeremie Inhaber – asszisztens keverés (5, 11) | Zenészek - Sunday Service Choir – további vokál (1, 2, 6, 7) - Ant Clemons – további vokál (2, 7) - Bongo ByTheWay – további vokál (2) - Michael Cerda – nem megjelölt vokál (5) - Bradford Lewis – gitár (6) - Federico Vindver – nem megjelölt vokál (7) - Labrinth – további vokál (8) - Kenny G – szaxofon (10) - Jesse McGinty – tuba (11), harsona (11), trombita (11), szaxofon (11), kürt (11), eufónium (11) - Mike Cordone – trombita (11) |

## Slágerlisták
| Slágerlista (2019)                         | Legmagasabb pozíció |
| ------------------------------------------ | ------------------- |
| Ausztrál albumlista (ARIA)                 | 1                   |
| Ausztrál urban-albumlista (ARIA)           | 1                   |
| Belga albumlista (Ultratop Flanders)       | 6                   |
| Belga albumlista (Ultratop Wallonia)       | 20                  |
| Brit albumlista (OCC)                      | 2                   |
| Brit keresztény és gospel-albumlista (OCC) | 1                   |
| Brit R&B-albumlista (OCC)                  | 1                   |
| Cseh albumlista (ČNS IFPI)                 | 5                   |
| Dán albumlista (Hitlisten)                 | 1                   |
| Észt albumlista (Eesti Tipp-40)            | 1                   |
| Finn albumlista (Suomen virallinen lista)  | 4                   |
| Francia albumlista (SNEP)                  | 16                  |
| Holland albumlista (Album Top 100)         | 3                   |
| Izlandi albumlista (Plötutíóindi)          | 1                   |
| Ír albumlista (IRMA)                       | 2                   |
| Kanadai albumlista (Billboard)             | 1                   |
| Lett albumlista (LAIPA)                    | 1                   |
| Litván albumlista (AGATA)                  | 2                   |
| Német albumlista (Offizielle Top 100)      | 19                  |
| Német albumlista (Top 20 Hip Hop)          | 4                   |
| Norvég albumlista (VG-lista)               | 1                   |
| Olasz albumlista (FIMI)                    | 18                  |
| Osztrák albumlista (Ö3 Austria)            | 9                   |
| Skót albumlista (OCC)                      | 44                  |
| Svájci albumlista (Schweizer Hitparade)    | 8                   |
| Svéd albumlista (Sverigetopplistan)        | 2                   |
| US Billboard 200                           | 1                   |
| US Christian albumlista (Billboard)        | 1                   |
| US Soundtrack albumlista (Billboard)       | 1                   |
| US Top Gospel albumlista (Billboard)       | 1                   |
| US Top R&B/Hip-Hop albumlista (Billboard)  | 1                   |
| Új-Zéland-i albumlista (RMNZ)              | 1                   |

| Év   | Slágerlista                           | Pozíció |
| ---- | ------------------------------------- | ------- |
| 2019 | Ausztrál albumlista (ARIA)            | 89      |
| 2019 | Holland albumlista (MegaCharts)       | 92      |
| 2019 | Lett albumok (LAIPA)                  | 58      |
| 2019 | US Billboard 200                      | 141     |
| 2019 | US Christian Albums (Billboard)       | 2       |
| 2019 | US Soundtrack Albums (Billboard)      | 7       |
| 2019 | US Top Gospel Albums (Billboard)      | 1       |
| 2019 | US Top R&B/Hip-Hop Albums (Billboard) | 51      |
| 2020 | US Billboard 200                      | 197     |
| 2020 | US Christian Albums (Billboard)       | 2       |
| 2020 | US Soundtrack Albums (Billboard)      | 5       |
| 2020 | US Top Gospel Albums (Billboard)      | 1       |
| 2020 | US Top R&B/Hip-Hop Albums (Billboard) | 79      |

## Minősítések
| Régió                    | Minősítések | Példányszám |
| ------------------------ | ----------- | ----------- |
| Dánia (IFPI Denmark)     | Aranylemez  | 10 000      |
| Egyesült Királyság (BPI) | Ezüstlemez  | 60 000      |
| Egyesült Államok (RIAA)  | Aranylemez  | 500 000     |

## Kiadások
| Régió            | Dátum             | Formátum                         | Kiadó            | For.    |
| ---------------- | ----------------- | -------------------------------- | ---------------- | ------- |
| Világszerte      | 2019. október 25. | - digitális letöltés - streaming | - GOOD - Def Jam | [ 124 ] |
| Egyesült Államok | 2020. március 27. | CD                               | - GOOD - Def Jam | [ 125 ] |
| Egyesült Államok | 2020. május 1.    | hanglemez                        | - GOOD - Def Jam | [ 126 ] |